# Convento de San Domingos (La Coruña)
El convento de Santo Domingo es un convento de la orden de los dominicos situado en la ciudad vieja coruñesa, en Galicia. Se construyó durante el siglo XIII. Fue destruido por los ingleses el 1589 y finalmente reconstruido en el siglo XVII con el aspecto actual. De arquitectura barroca, conserva del edificio original dos capillas: la de la Virgen de Remedios y la de Nuestra Señora de Rosario, patrona de la ciudad. Tiene una torre girada respecto al eje de la fachada. 
Cuenta la leyenda que el arquitecto que la construyó no se percató del peculiar giro de la torre hasta que tras finalizar su obra bajó a la plaza para contemplarla y observó que después de tantos años de trabajo y esfuerzo había cometido un tremendo error. La torre no estaba bien orientada, no estaba recta. 
Después de semejante descubrimiento no pudo contener la rabia y subió hasta lo alto de su construcción para lanzarse al vacío poniendo fin a su desgraciada vida.
Esto es una mera leyenda, jamás pasó tal cosa, el arquitecto no se tiró desde el campanario ni murió de aquellas.
En realidad fue concluida hacia 1770 y atribuida a Alberto de Ricoy, la cual aparece torcida respecto a su fachada, a causa de que ésta se halla oblicua al eje del templo, con el que la torre está perfectamente alineada. Ha sido declarado monumento histórico-artístico en 1984.